# Conanthalictus cotullensis
Conanthalictus cotullensis är en biart som beskrevs av Crawford 1907. Conanthalictus cotullensis ingår i släktet Conanthalictus och familjen vägbin. Inga underarter finns listade i Catalogue of Life.